# Odeon Records
A Odeon Records, nome fantasia da International Talking Machine Company, foi uma gravadora fundada por Frederick M. Prescott em Berlim, na Alemanha, no ano de 1903. Como selo fonográfico de propriedade da Universal Music Group, a marca sobrevive até hoje em diversos países, principalmente no Brasil e na própria Alemanha.

## História
Frederick M. Prescott era o presidente da Zonophone International, o braço internacional da gravadora norte-americana e viu a empresa ser fechada por problemas judiciais da matriz. Assim, reuniu-se com os investidores franceses que o haviam ajudado a abrir a primeira empresa e propôs que fundam-se uma nova empresa, com sede na Alemanha, para atuar em todo o continente europeu. Desse modo, a gravadora foi fundada em agosto de 1903, com fábrica em Weissensee, em Berlim, na Alemanha, com o intuito de vender discos e toca-discos, chamados comercialmente de "odeon records" e "odeon talking machines", respectivamente. A empresa funcionou independentemente até 1906, quando foi comprada pela Fonotipia Ltd, da Inglaterra. Em 1911, a empresa inglesa foi comprada pela Carl Lindström Company, tornando-se esta última a controladora da Odeon Records. Com isto, a Odeon expandiu-se para a América Latina, construindo fábricas na Argentina, Chile e, a maior de todas, no Brasil — em parceria com a gravadora brasileira Casa Edison. Em 1926, a Columbia Graphophone Company, uma gravadora inglesa, adquiriu o controle da controladora da Odeon, modificando a política relativa a América Latina e terminando a parceria com a Casa Edison, passando a executivos da própria Odeon a operar a fábrica e a cuidar das vendas. Em 1931, a Columbia Graphophone Company e a Gramophone Company realizaram uma fusão fundando a EMI e, assim, a Odeon passou a ser controlada pela gigante inglesa.

### Sob intervenção nazista
Em 1936, o diretor da filial da Odeon foi forçado a se retirar e foi substituído pelo Dr. Kepler, um membro do Partido Nazista. Em 1939, a Odeon e a Electrola Records passam a ter sua gerência feita por administradores nazistas. Quando os russos liberaram Berlim em 1945, eles destruíram a maior parte de sua fábrica.

## Odeon no Brasil
Após o fim da parceria com a Casa Edison, a empresa passou a ser gerida por diretores apontados pela matriz e continuou a ser uma das principais gravadoras do país até começar a perder espaço durante os anos 1960. Em 1949, trocaria sua fábrica para São Bernardo do Campo, fechando-a em 1985 e passando a terceirizar a sua produção. No mesmo ano, a empresa passaria a funcionar como EMI Brasil, utilizando uma variedade de selos, além do selo Odeon. Após a venda da EMI para a Universal, o selo continuou a ser utilizado para relançamentos e lançamentos especializados.